# Sarotti
Sarotti ist eine Schokoladen-Marke, die ihren Ursprung in Berlin im Jahr 1852 hat. Seit 1998 ist die Marke im Besitz der Stollwerck GmbH in Köln. Stollwerck wurde 2002 von der Barry Callebaut GmbH übernommen und 2011 an die belgische Unternehmensgruppe Baronie verkauft.

## Geschichte

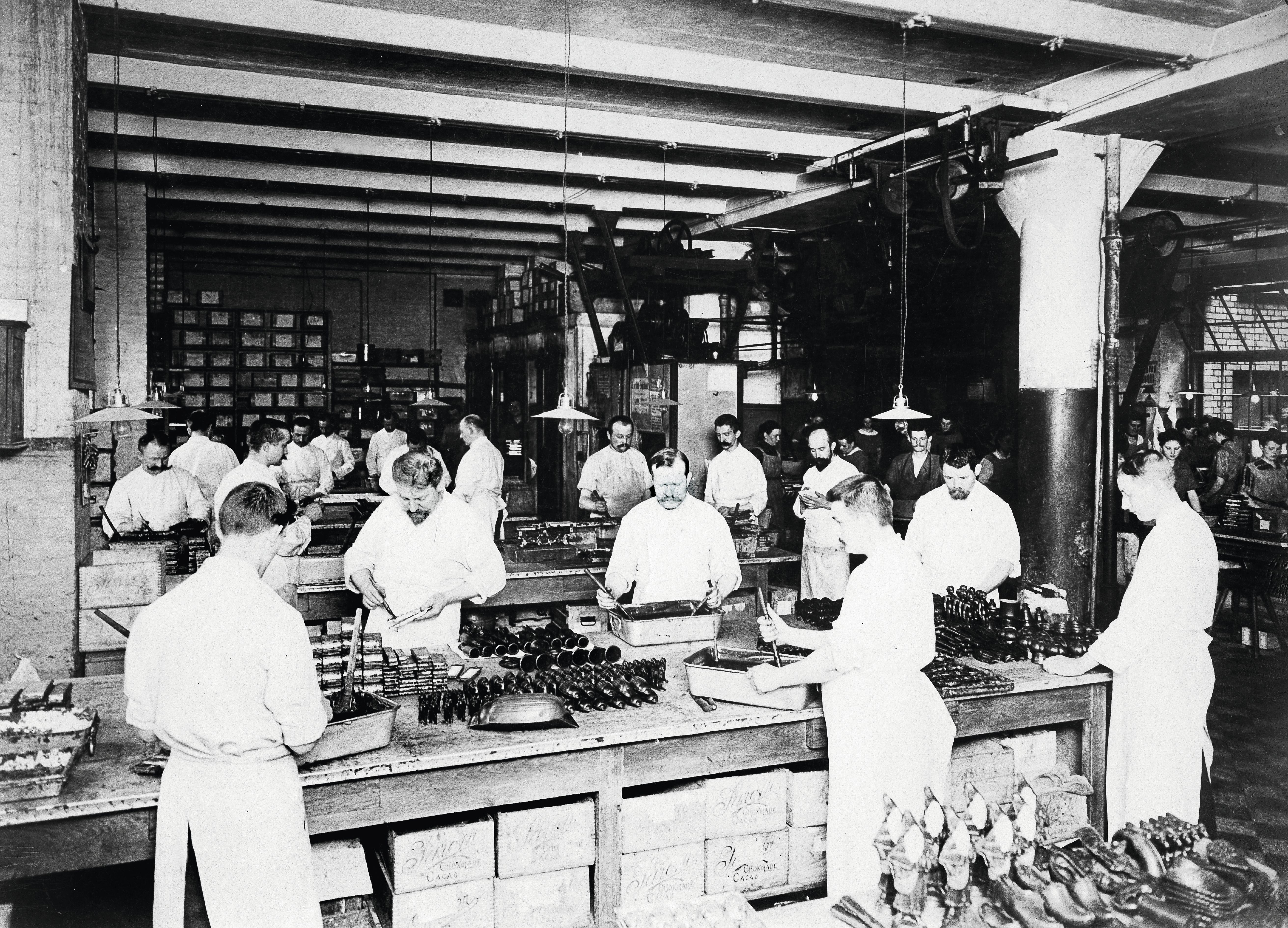
Gießen von Schokoladenfiguren bei Sarotti (um 1910)

Am 16. September 1852 eröffnete Heinrich Ludwig Neumann mit seinem Sohn Louis die Confiseur-Waren-Handlung Felix & Sarotti an der Berliner Friedrichstraße. Luxuriöse orientalische Dekoration unterstrich die Opulenz der angebotenen Leckereien.
Hugo Hoffmann (1844–1911), ebenfalls Konditor in Berlin, übernahm 1872 Felix & Sarotti und verkaufte dann auch seine Produkte unter der Marke Sarotti. Das Ladenlokal wurde an die Mohrenstraße verlegt. Deren Name inspirierte vermutlich auch zur späteren Wahl des Mohren im Warenzeichen. Bereits Ende des ersten Jahres konnten zehn Arbeitskräfte beschäftigt werden. Nach vier Jahren und einem Umzug an die Dorotheenstraße wurde auf industrielle Herstellung mittels Dampfmaschinen-Antriebs umgestellt.
Der „Dampf-Chocoladenfabrikant“ Hoffmann erwarb 1872 die an der Kreuzung Friedrichstraße / Mohrenstraße gelegene Confiseur-Waaren-Handlung Felix & Sarotti, die er zuvor beliefert hatte. Nach der Übernahme führte Hoffmann die Produktionsstätte und den Laden an der Mohrenstraße zusammen und verkaufte die Produkte unter der Marke Sarotti.
Der Name Sarotti ist unbekannter Herkunft, er wurde als Wortmarke 1894 angemeldet.

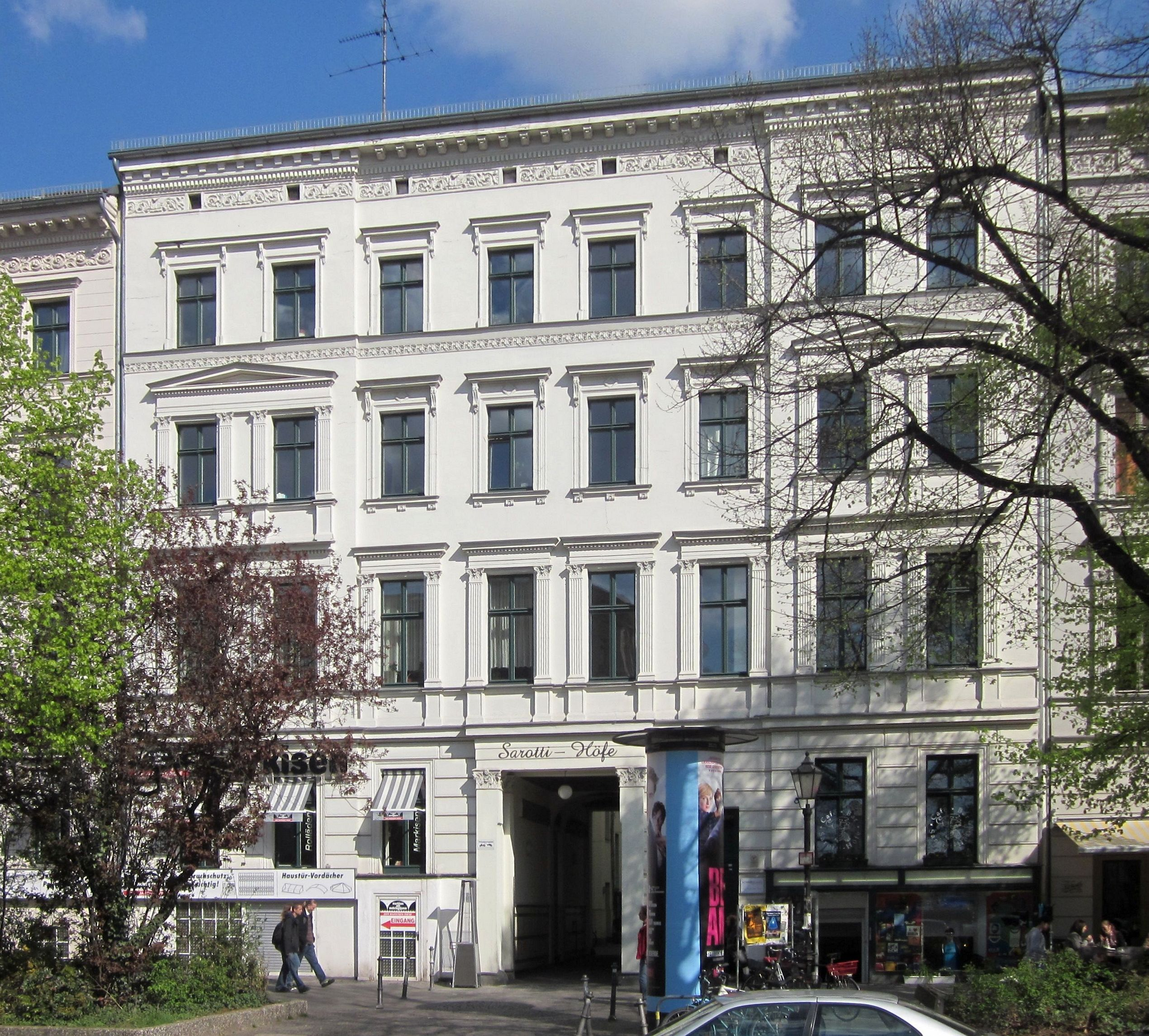
Sarotti-Höfe (2012)

Das Unternehmen führte ab 1881 die Firma Deutsches Chocoladenhaus Hugo Hoffmann und lief so gut, dass die Produktion 1883 in größere Räumlichkeiten im Haus Belle-Alliance-Straße 81 (heute Mehringdamm) umzog, die sogenannten Sarotti-Höfe. Paul Tiede (1842–1912) stieg als Teilhaber in die beiden immer noch getrennt firmierenden Unternehmen ein. Der Produktionsbetrieb hieß jetzt Hoffmann & Tiede, Fabrik feiner Confitüren, Chocolade und Marzipan, Marke Sarotti, das Geschäft Felix & Sarotti.
In den Folgejahren expandierte das Unternehmen weiter. Die Zahl der Angestellten stieg im Jahr 1889 auf 90 und im Jahr 1893 auf 162. Die Produktionsstätten wurden auf die Nachbargrundstücke erweitert. 1903 entstand die Sarotti Chocoladen- und Cacao-Aktiengesellschaft mit nunmehr rund 1000 Angestellten.

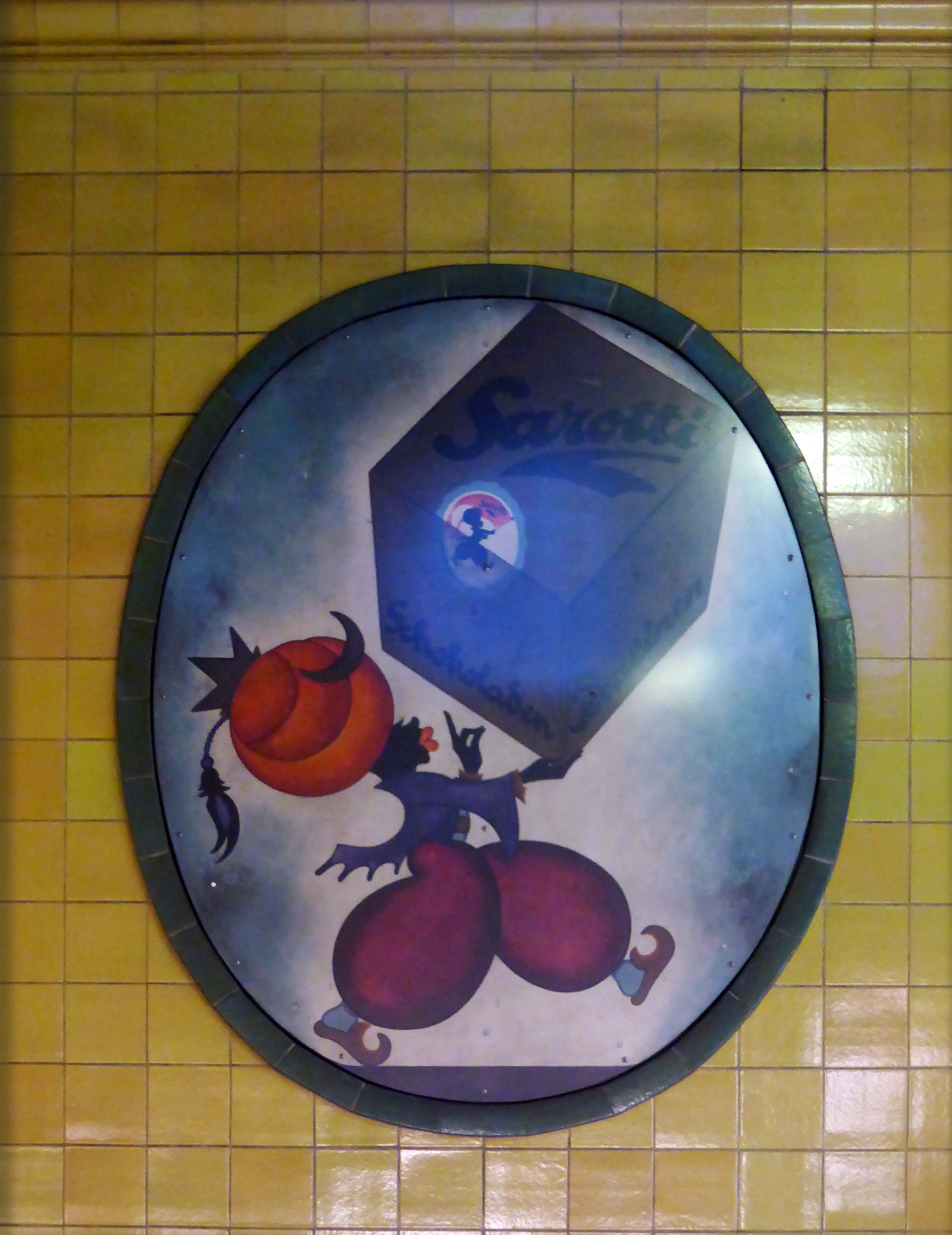
Historische Sarotti-Werbung im U-Bahnhof Wittenbergplatz, Berlin

Die beiden Unternehmer starben in den Jahren 1911 und 1912. Hugo Hoffmanns Sohn Max (1878–1950) übernahm die Leitung. 1913 wurde die neue Produktionsstätte in Tempelhof mit etwa 2000 Angestellten eröffnet. Im Ersten Weltkrieg ging die Produktion zurück, die Zahl der Mitarbeiter sank auf die Hälfte.
Das Produktsortiment reichte von feinen Schokoladenwaren, Pralinen, Kakao, Marzipanerzeugnissen und Fondants bis zu Likören. Im Januar 1922 wurde die im Winter 1911/1912 in nur 67 Arbeitstagen nach den Plänen des Architekten Oskar O. Müller errichtete Fabrik bei einem Großbrand nahezu vollständig zerstört.
1929 übernahm die Schweizer Aktiengesellschaft Nestlé die Mehrheit an der Sarotti AG.
Im gleichen Jahr fasste das Unternehmen im Rhein-Main-Gebiet Fuß, indem es eine in Hattersheim am Main gelegene Schokoladenfabrik kaufte. Nach den Krisenjahren entwickelte sich das Gesamtunternehmen in der zweiten Hälfte der 1930er Jahre bis zum Zweiten Weltkrieg sehr günstig.

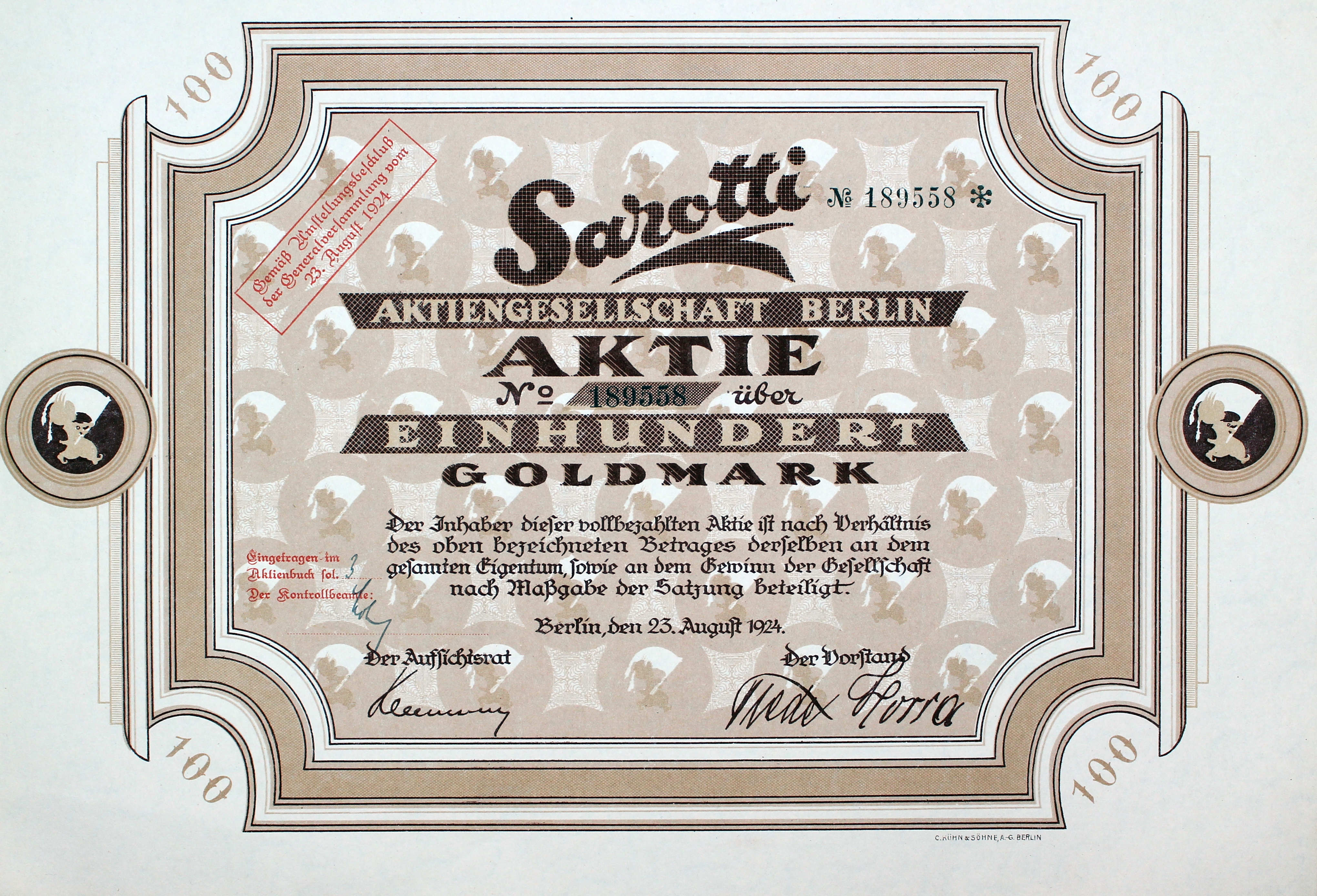
Aktie über 100 Goldmark der Sarotti AG (1924)

Während des Zweiten Weltkriegs musste das Unternehmen auf andere Erzeugnisse ausweichen, da die bei Kriegsbeginn vorhandenen Vorräte an Rohkakao nur für kurze Zeit ausreichten. Laut dem American Jewish Committee beschäftigte das Unternehmen während des Nationalsozialismus Zwangsarbeiter.
Nach dem Krieg wurde das Berliner Werk zu 85 % demontiert.
Nach 1945 wurde Wilhelm Koppe (1896–1975) unter dem Falschnamen Wilhelm Lohmann als Direktor der Sarotti-Schokoladenfabrik in Bonn Geschäftsführer. Er war während des Zweiten Weltkriegs als SS-Obergruppenführer, General der Waffen-SS und der Polizei für den Holocaust im westlichen Teil Polens mitverantwortlich.
Erst vier Jahre nach Kriegsende konnte sich das Unternehmen mit den ersten Lieferungen von Rohkakao wieder dem eigentlichen Zweck zuwenden. 1949 wurde der Sitz der Sarotti AG von Berlin nach Hattersheim verlegt. Aufgrund der hohen Nachfrage wurde mit der Erneuerung und Ergänzung der Fabrikationsanlagen in Berlin und Hattersheim begonnen. 1962 wurde im Produktionsstandort Hattersheim mit dem Bau einer der modernsten Schokoladenherstellungsanlagen Europas begonnen, die 1964 in Betrieb ging. Ende der 1960er Jahre kämpfte das Unternehmen aufgrund eines wenig innovativen Produktsortiments aber mit sinkenden Erlösen.
1998 übernahm dann die Stollwerck GmbH die nur auf dem deutschen Markt bekannte Traditionsmarke. Stollwerck gehörte von 2002 bis 2011 der Barry Callebaut AG, die im Juli 2011 Stollwerck einschließlich der Marke Sarotti an den belgischen Süßwarenhersteller Sweet Products / Baronie weiterverkaufte.

## Markenlogo

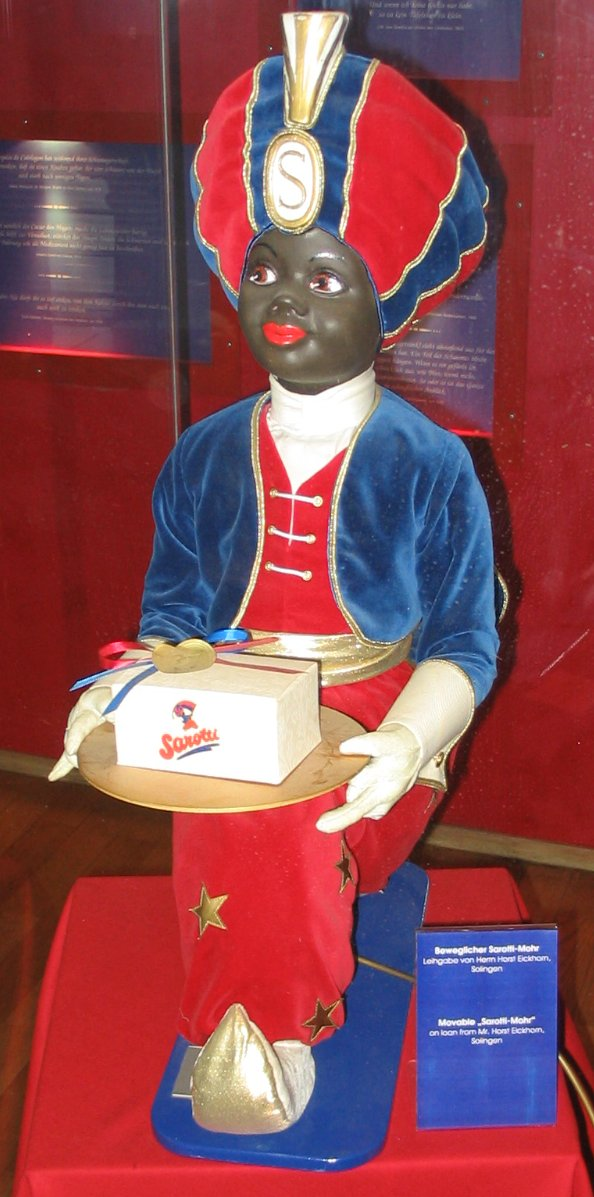
Sarotti-Mohr, ausgestellt im Imhoff-Schokoladenmuseum

In Erinnerung an die Gründungsstätte an der Berliner Mohrenstraße entstand im Jahr des 50. Jubiläums 1918 der Sarotti-Mohr als Markenfigur. Er tauchte zum ersten Mal auf Verpackungen in Gestalt von drei Mohren mit Tablett auf. Die Darstellung des Sarotti-Mohren zählt zu den bekanntesten Werbestrategien der ausgehenden Kolonialzeit, in der die bildliche Werbung im Entstehen war. Dabei erfreuten sich bei vielen deutschen Unternehmen die Abbildungen von Afrikanern, die oftmals zwar für ihre Exotik bewundert, aber auch immer als „Minderwertige“ und „Wilde“ gezeichnet wurden, großer Beliebtheit. Die Exotik sollte die deutsche Bevölkerung im Kaiserreich an ihre Kolonien erinnern, aber auch als Blickfang dienen, um die Kauflust zu steigern. Zwei Jahre später wurde der Grafiker Julius Gipkens damit beauftragt, ein neues Logo zu entwickeln; der Eintrag im Markenregister erfolgte 1922.
Der Sarotti-Mohr wurde in den 1960er Jahren durch Fernsehspots zu einer populären Werbefigur, mit der die Marke bis in das 21. Jahrhundert verbunden wird. Er wurde oft kritisiert, da manche in der Figur des Dieners rassistische Stereotype sahen. 2004 wurden daher alle Produkte umfangreich neugestaltet, der Sarotti-Mohr wich dem Sarotti-Magier der Sinne. Statt eines Tabletts oder einer rot-blauen Fahne in der Hand wirft die Figur auf einer goldenen Mondsichel Sterne in die Luft, außerdem hat der Magier eine goldene Hautfarbe.